# Локомотив (регбийный клуб, Москва)
«Локомотив» — российский регбийный клуб из Москвы. Впервые был основан в 1936 году, потом несколько раз распадался и создавался заново. Самый титулованный российский клуб по регбилиг.

## История
Клуб образован в 1936 году после образования Добровольного спортивного сообщества «Локомотив» (г. Москва). В 1937 году принял участие в первом чемпионате СССР по регби. С 1965 по 1973 годы выступала в Первой лиге СССР, с 1974 по 1990 годы — в Высшей лиге чемпионата СССР.
В 1983 году клуб выиграл чемпионат СССР: начальником той чемпионской команды был Игорь Дрынков, капитаном — Игорь Овчинников, а главным тренером — Евгений Клебанов.
С начала 1990-х годов команда «Локомотив» выступала в регбилиг (регби-13), с 2002 по 2008 годы выиграла семь Кубков России подряд (всего завоевала 9 таких трофеев), неоднократно выигрывала чемпионат России по регбилиг.
Игроки клуба долгое время составляли костяк сборной России по регбилиг.
В 2008 году «Локомотив» выиграл свой 8-й кубок России, обыграв со счётом 44:0 клуб «Медведи» (Верея).
В 2009 году «Локомотив» завоевал свой одиннадцатый титул чемпиона России по регби-13 после того, как был отменён финал: от участия в финале отказалась казанская «Стрела» из-за финансовых проблем.
С 2010 года команда также выступает в регби-7. В 2014 году снова выиграла чемпионат России по регбилиг, однако после прекращения розыгрыша чемпионата России по регбилиг команда прекратила развитие регби-13 и вернулась в классическое регби.
С сезона 2016 года принимает участие в чемпионате Москвы по регби.
По окончании сезона-2018 «Локо» совместно с Московским городским педагогическим университетом объявил о создании нового женского регби-клуба — «Локомотив-МГПУ».

## Достижения

### Регби
Чемпионат Москвы
- Чемпион (1): 1936

Чемпионат СССР
- Чемпион (1): 1983
- Серебряный призёр (1): 1980
- Бронзовый призер (2): 1938, 1975,

Кубок СССР
- Финалист (5): 1938, 1980, 1981, 1985, 1986

### Регбилиг(до 2014 года, далее в регбилиг не выступает)
Чемпионат России
- Чемпион стран СНГ (1): 1992
- Чемпион России (10): 1993, 2000, 2002—2009, 2014
- Серебряный призёр (3): 1996, 1999, 2001

Кубок России
- Обладатель Кубка России (10): 1995, 2000, 2002—2009

### Регби-7
- Бронзовый призёр чемпионата России (1): 2010
- Обладатель Кубка славянского единства (1): 2016

## Известные игроки
- Валентин Баскаков[6][7]
- Евгений Божуков[6][7]
- Григорий Виноградов[8]
- Игорь Гаврилин[7]
- Артём Григорян[7]
- Сергей Добрынин[3]
- / Андрей Думалкин[9][7]
- / Александр Дятлов[10]
- Дмитрий Живорыкин[7]
- Николай Загоскин[6]
- Андрей Здобников[8][3]
- Руслан Измайлов[7]
- / Роберт Ильясов[9][7]
- / Леонид Кирьяков[10]
- Александр Клебанов[3][7]
- Денис Королёв[8]
- Фёдор Комов[6]
- Кирилл Кошарин[6]
- Олег Логунов[9][7]
- Денис Мешков[6][8]
- / Александр Лысенков[6][7]
- / Виктор Нечаев[9][6][7]
- / Игорь Нечаев[10]
- Денис Никольский[7]
- Владимир Овчинников[7]
- / Игорь Овчинников[6][1][7]
- Роман Овчинников[10][6][3][7]
- Александр Пронин[6][1]
- Филипп Романов[7]
- Сергей Сидоров[8]
- / Пётр Соколов[10][7]
- Ираклий Чхиквадзе[англ.][9]

## Известные тренеры
- Пётр Этко (1976—1982)[11]
- Валерий Гневушев (старший тренер, 1980—1981)[12][11]
- Игорь Дрынков[7] (начальник команды, 1983)[6][1]
- / Евгений Клебанов (1983—2012)